# Einfach machen!
Einfach Machen! She-Punks von 1977 bis heute ist ein deutsch-Schweizer Dokumentarfilm ein Punk-Musikerinnen-Porträt von Reto Caduff aus dem Jahr 2024.

## Handlung
Einfach Machen! Ist ein Film über Punk-Musikerinnen, Punk-Feminismus und das Lebensgefühl der späten 70er und frühen 80er Jahre. Der Film porträtiert Pionierinnen des deutschsprachigen Punks, die 40 Jahre später wieder zusammen auf der Bühne stehen. Wobei Martina Weith den Titel des Filmes inspiriert: „Machen. Nicht labern. Machen.“ Martina Weith ist Mitte der 1980er Jahre Sängerin und Saxofonistin der Düsseldorfer Frauen-Punkband Östro 430. Caduff zeigt, wie sich die Musikerinnen damals zu Bands und Projekten zusammengeschlossen haben. So etwa Gudrun Gut, der Schlagzeugerin der Frauenbands Mania D und später (auch als Sängerin) Malaria! und die Musikerinnen der Schweizer Band Kleenex (später LiLiPUT). Der Film begleitet sie in Probenräume, auf Konzertbühnen und Backstage. Es sei für sie wichtig, nicht mehr „so hübsch und nett“ sei, auf einer Bühne zu stehen, sagt die mittlerweile 70-jährige Klaudia Schifferle.
Madlaina Peer, die mit der ehemaligen Sängerin und Bassistin von „Kleenex“, Klaudia Schifferle und Sara Schär (TNT) im Jahr 2018 die Band OneTwoThree gründete, meint dazu: „Die Punk-Bewegung war nicht feministisch geprägt, im Gegenteil: Sie war sehr machistisch.“ Der strukturelle Sexismus steht in „Einfach machen! She-Punks von 1977 bis heute“ jedoch nicht im Zentrum.
Caduffs Interesse gilt dem reinen Machen, wie sich die Musikerinnen von damals zu Bands und Projekten zusammengeschlossen haben. Der Film begleitet sie in Probenräume, auf Konzertbühnen und Backstage. Es sei für sie auch eine wichtige Botschaft, als Frau, die nicht mehr „so hübsch und nett“ sei, auf einer Bühne zu stehen, sagt die mittlerweile 70-jährige Klaudia Schifferle, die wie ihre Bandkolleginnen durch Gelassenheit beeindruckt. Und stellt mit einer gewissen Erleichterung stellt, dass sie sich heute ihren Platz nicht mehr erkämpfen müsse.

## Rezeption
Esther Buss schreibt im Katholischen Filmdienst: "Mit dem dynamischen Zusammenspiel von Fotos, Bandmitschnitten, Clips aus Fernsehauftritten, historischem Archivmaterial und Interviews folgt der Film ganz den Konventionen der Musikdokumentation. Formal schmiegt er sich an die Ästhetik der Punk-Bewegung an: Archivbilder werden in schneller Abfolge aneinander montiert, Schrift zeichnet sich ins Bild, alles ist betont „rough“. Musikalische Vorbilder, die es mit Frauenbands wie The Slits, The Raincoats oder Siouxsie Sioux durchaus gab, werden nicht angesprochen, ebenso wenig die idiosynkratischen Texte, in denen auf Rollenklischees und spießige Rituale angespielt, aber auch Nonsense besungen wurde."